# Noblella duellmani
Noblella duellmani is een kikker uit de familie Strabomantidae. De soort werd voor het eerst wetenschappelijk beschreven door Edgar Lehr, César Augusto Aguilar Puntriano en Mikael Lundberg in 2004. Oorspronkelijk werd de wetenschappelijke naam Phyllonastes duellmani gebruikt. De soortaanduiding duellmani is een eerbetoon aan de bioloog William Edward Duellman.
De soort leeft in Zuid-Amerika en komt endemisch voor in Peru.